# Jupiter LI
Jupiter LI, cunoscut provizoriu sub numele de S/2010 J 1, este un satelit natural al lui Jupiter . A fost descoperit de R. Jacobson, M. Brozović, B. Gladman și M. Alexandersen în 2010.    A primit numărul permanent în martie 2015.  Acum se știe că înconjoară Jupiter la o distanță medie de 23,45 milioane km, având nevoie de 2,02 ani pentru a finaliza o orbită în jurul lui Jupiter. Jupiter LI are aproximativ 3 km lungime. Este membru al grupului Carme .

Secvență de imagini cu Jupiter LI, făcută de CFHT la 38 de minute distanță

Acest corp a fost descoperit la telescopul Hale cu deschidere de 200 de inci (508 cm) din California.  (există și un telescop Hale cu deschidere de 60 de inci)